# Mustelus lunulatus
La musola media luna (Mustelus lunulatus) o "tiburón mamón común" es un tiburón de la familia Triakidae.  Aunque algunas de las especies de esta familia se parecen a las especies de Carcharhinus, los Mustelus tienen la particularidad de poseer su segunda aleta dorsal mucho más grande. 
Se diferencia a simple vista del Mustelus dorsalis pues en el lunulatus la segunda aleta dorsal origina mucho más adelante respecto al origen de la aleta anal.
Habita en las
plataformas continentales del Pacífico oriental entre las latitudes 33° N y 7° N. Su longitud máxima es de 1,7 m.
Su reproducción es ovovivípara.